# لونتس امزی
لونتس امزی (به آلمانی: Lunz am See) یک منطقهٔ مسکونی در اتریش است که در ناحیه شایبس واقع شده‌است. لونتس امزی ۱۰۱٫۴۱ کیلومتر مربع مساحت دارد ۶۰۱ متر بالاتر از سطح دریا واقع شده‌است.